# David Pérez Arteaga
David Pérez Arteaga (Sevilla, 1 de desembre de 1981) és un exfutbolista andalús, que ocupava la posició de migcampista.

## Trajectòria esportiva
Sorgit del planter del Sevilla FC, disputa amb el conjunt andalús a primera divisió en la temporada 01/02, tot jugant un encontre. Un any abans ja havia tingut minuts, a la categoria d'argent.
Ha jugat a Segona Divisió amb el Recreativo de Huelva i el Córdoba CF. L'estiu de 2011 va fitxar pel CE Sabadell.